# Харгана (Селенгинский район)
Харгана́ — улус в Селенгинском районе Бурятии. Административный центр сельского поселения «Нижнеубукунское».

## География
Улус расположен на Убукуно-Оронгойской низменности, на правобережье реки Убукун (в 3 км к югу от её русла), на южном краю Харганатской степи, в 37 км к северо-востоку от районного центра — города Гусиноозёрска. Вдоль южного края селения пролегает железнодорожная линия ВСЖД Улан-Удэ — Наушки, по другую сторону которой располагается станция Убукун. В полукилометре южнее села проходит федеральная магистраль А340 Кяхтинский тракт. Расстояние до Улан-Удэ — 71 км.

## История
История улуса связана с основанием в 1935 году колхоза имени С. М. Кирова, к 1938 году объединившего все мелкие колхозы и сельхозартели Харганатской долины. В 1951 году в состав хозяйства влился колхоз «Красный Октябрь» села Нижний Убукун, в 1972 году произошло укрупнение путём слияния с колхозом XVIII партсъезда села Средний Убукун. Через год колхоз преобразован в совхоз. В постсоветское время хозяйство называлось ОКХ имени Кирова, СПК «Харгана». С 2002 года — ООО «Харгана». В 2012 году 
в Харгане открылся буддийский храм — дуган Арьябалы.

## Население
| 2002 | 2010 |
| ---- | ---- |
| 837  | ↗950 |

## Инфраструктура
Средняя общеобразовательная школа, детский сад, дом культуры, библиотека, почтовое отделение, фельдшерско-акушерский пункт.

## Люди, связанные с селом
- Дамбаев, Даши Цыретарович (1938 — 1975) — бурятский поэт, уроженец улуса Харгана. В селе, на улице названной в его честь, действует дом-музей поэта, где ежегодно проводятся поэтические Дамбаевские чтения. В 2013 году установлен памятник-бюст.

## Памятники археологии
В 6 км западнее улуса близ Абрамовского озера по горе Большой Алтан и в 5 км северо-западнее, на склонах сопок Средний и Малый Алтан, находятся плиточные могильники, керексуры и петроглифы бронзового века и средневековья.